# Tomas Brolin
Per Tomas Brolin (Hudiksvall, 29 novembre 1969) è un ex calciatore svedese, di ruolo centrocampista o attaccante.
Il suo periodo di maggiore successo coincise con la militanza nelle file del Parma, club con cui vinse la Coppa Italia 1991-1992, la Coppa delle Coppe e la Supercoppa UEFA nel 1993 e la Coppa UEFA 1994-1995.
La sua carriera, fin lì brillante, patì un rapido declino con il passaggio al Leeds United nel 1995, tanto che nel 2007 il Times lo posizionò al secondo posto nella classifica dei cinquanta peggiori calciatori che avessero mai giocato nella Premier League.
Decise di ritirarsi a soli 28 anni a causa dei troppi guai alla caviglia sinistra.

## Caratteristiche tecniche
Era un'ala e giocava anche da seconda punta, aiutando il centrocampo e dimostrando di essere un calciatore polivalente. Brolin aveva una buona capacità tattica, era dinamico ed apprezzatissimo per i suoi dribbling nello stretto, la sua forza, l'abilità nei passaggi ed il fiuto per il gol: è stato sinonimo di adattabilità e qualità.

## Carriera

### Giocatore

#### Club

Brolin posa con la Supercoppa UEFA 1993 vinta in maglia parmense

##### Gli inizi in patria
Esordisce a 14 anni nel Näsvikens IK, società di quarta divisione con la quale colleziona 36 presenze e 10 reti in due anni. In seguito il GIF Sundsvall gli offre un contratto per il quale può continuare sia gli studi sia la carriera calcistica. Nel 1986 entra nell'accademia calcistica del Sundsvall, esordendo in prima squadra l'anno dopo in una partita contro l'Elfsborg. Dopo tre stagioni si trasferisce al IFK Norrköping, dove gioca 9 incontri siglando 7 reti prima di trasferirsi al Parma.

##### Parma
Nell'estate del 1990 passa al Parma, società italiana dove negli anni diventa una delle colonne della squadra di Nevio Scala. Alla sua prima stagione in Italia, Brolin forma una prolifica coppia offensiva con l'attaccante Alessandro Melli, conquistando il quinto posto in campionato e qualificando il Parma alla sua prima competizione europea, la Coppa UEFA. Nella stagione seguente lo svedese gioca tutti gli incontri in programma in campionato, segnando 4 reti e contribuendo alla vittoria del Parma in Coppa Italia. Durante quest'ultima competizione Brolin sigla l'1-1 nella sfida di ritorno contro la Fiorentina, rete che consente ai parmensi di passare al turno successivo per la regola dei gol fuori casa, e l'1-0 nella partita d'andata contro la Sampdoria (il ritorno è pareggiato 2-2), portando gli emiliani in finale dove vincono 2-1 nel doppio confronto contro la Juventus. Nell'estate del 1992 arrivano due nuovi stranieri, il colombiano Faustino Asprilla e l'argentino Sergio Berti: il Parma all'epoca poteva schierare in campo solo tre stranieri perciò il posto di Brolin, nel reparto offensivo assieme a Melli, era a rischio. Scala preferisce Asprilla a Brolin, relegando quest'ultimo in panchina. Nonostante ciò, lo svedese gioca da titolare la finale di Coppa delle Coppe vinta per 3-1 sull'Anversa. Gioca anche la Supercoppa UEFA vinta per 2-1 nella doppia finale contro il Milan.

Nell'estate del 1992, giocando alle Olimpiadi contro l'Australia (2-1), rimedia un infortunio al menisco. Nella stagione 1993-1994 il Parma acquista l'attaccante Gianfranco Zola e il centrocampista Massimo Crippa: Scala decide di arretrare Brolin a centrocampista, affiancandolo a Gabriele Pin e a Crippa nel 5-3-2, optando per il duo Zola-Asprilla nel reparto offensivo. Quando la squadra era sotto di una rete o necessitava di attaccare, Scala spostava Melli al posto di Pin e faceva arretrare Zola, portando la squadra a un 5-4-1 offensivo. In Coppa delle Coppe la società italiana elimina Ajax (0-2) e Benfica (2-2, regola dei gol in trasferta), arrivando alla finale, persa 1-0 contro l'Arsenal.

Brolin al Parma nella stagione 1990-1991

Il 16 novembre 1994, dopo Svezia-Ungheria, valida per l'Europeo 1996, rimedia una frattura all'articolazione del collo del piede che lo tiene fuori per sei mesi. Al momento del suo infortunio, il Parma era in testa al campionato con due punti di vantaggio sugli avversari. Al suo ritorno in campo, il 23 aprile del 1995, gli emiliani sono sotto alla Juventus di otto lunghezze. Durante la parte finale della stagione, Brolin colleziona diverse partenze dalla panchina. A fine stagione il club vince la Coppa UEFA, battendo la Juventus per 2-1 nella finale doppia.
Nonostante durante il precampionato Brolin tenti di recuperare totalmente dall'infortunio, Scala non ritiene che lo svedese abbia recuperato la forma fisica necessaria per giocare a centrocampo. Scende in campo il 10 settembre 1995, giocando pochi minuti contro l'Inter (2-1) ed esordendo titolare in Coppa delle Coppe contro il Teuta (0-2). Lo svedese capisce di non essere più titolare negli undici di Scala e decide di essere ceduto.

##### Leeds Utd, Zurigo e ritorno a Parma
Il 7 novembre 1995 viene ceduto in cambio di circa £ 4,5 milioni al Leeds Utd, società nella quale, dieci giorni dopo, firma un contratto fino a giugno 1998. Il 18 dello stesso mese debutta con la nuova maglia contro il Newcastle Utd (2-1), subentrando nei minuti finali a Mark Ford. Il 16 dicembre realizza la sua prima rete contro lo Sheffield Weds, in una sfida persa 6-2. Si tratta di un gol decisamente fortunato, in quanto un difensore dello Sheffield, nel tentativo di allontanare la palla dall'area di rigore, la manda sulla spalla di Brolin, che in quel momento si trova a terra dopo essere caduto, facendo andare così la palla in rete. Dopo una sconfitta patita contro il Liverpool (5-0), l'allenatore Howard Wilkinson accusa Brolin di non aver aiutato adeguatamente in difesa. Non viene convocato per la sfida contro l'Aston Villa, nonostante Wilkinson abbia nove giocatori indisponibili. Lo svedese è indicato come "infortunato" e salta le tre partite seguenti. È nuovamente aggregato in squadra il 25 febbraio, durante un incontro di Football League Cup vinto per 3-0 sul Birmingham City.
Il primo aprile del 1996 Brolin deve scusarsi con Wilkinson in seguito a un pesce d'aprile mal riuscito: il calciatore aveva scherzosamente dichiarato a una stazione televisiva svedese che sarebbe tornato in prestito al Norrköping fino al termine dell'annata, ma la cosa viene presa sul serio tanto che l'affare viene riportato dai media come in dirittura d'arrivo. Il primo maggio la società inglese annuncia che Brolin è tornato in Svezia per dei controlli sulla caviglia, ma il suo futuro a Leeds è a rischio. Secondo la rivista svedese Offside, che lo pubblica in un articolo del 2012, lo scarso rendimento di Brolin nella partita contro il Liverpool e i successivi screzi con Wilkinson erano dovuti al fatto che Brolin era stato fatto giocare fuori posizione sulla fascia come esterno, mentre lo svedese era abituato a giocare come regista, ritenendo di dover essere schierato in quel ruolo.
Nell'estate del 1996 Wilkinson ufficializza la cessione dello svedese al prezzo di £ 2 milioni. Inoltre, Wilkinson aveva multato Brolin di £ 12.000 per non essersi presentato agli allenamenti del precampionato. Quando lo svedese si rifiuta di aggregarsi alla squadra per il precampionato, gli viene bloccato lo stipendio. Negli ultimi giorni di agosto si trasferisce in prestito allo Zurigo, dove riceve uno stipendio minimo di circa £ 800 a settimana. Sotto la guida di George Graham, il Leeds decide di farlo tornare in Inghilterra, impedendogli di giocare la sfida contro il San Gallo, in programma per il 9 ottobre. Il 6 novembre successivo la società inglese manda un ultimatum a Brolin: se non tornerà a Leeds la squadra intraprenderà un'azione legale. Ritornato a Leeds, il 24 dicembre seguente, Brolin paga £ 500.000 di tasca propria per finanziare il proprio ritorno a Parma, seppur in prestito. Debutta nuovamente a Parma il 23 febbraio 1997, contro la Lazio. A fine stagione gli emiliani terminano il campionato al secondo posto e a fine stagione il Parma restituisce Brolin al Leeds.
Il 16 giugno 1997, scaduto il contratto col Parma, Brolin è costretto a tornare a Leeds entro tre giorni, ma - invece che tornare in Inghilterra - cerca di ottenere un contratto con il Real Saragozza; non riuscendo a ottenerlo, viene multato dalla società. Il successivo 6 ottobre viene multato dalla società con £ 90.000 per aver saltato una partita. Il 28 ottobre 1997, in accordo con il club, rescinde il contratto che lo lega al Leeds Utd in cambio di £ 140.000. In due anni conta una ventina di presenze e 4 reti con il Leeds. È ampiamente considerato dai tifosi del Leeds come uno dei peggiori calciatori nella storia della squadra, e in un sondaggio della BBC del 2003 è stato votato come il peggior giocatore del Leeds degli ultimi tempi.

##### Crystal Palace e ritiro
Il 16 novembre 1997 l'allenatore del Crystal Palace Steve Coppell offre a Brolin due settimane di prova con i londinesi, che dovevano fare un'amichevole in Svezia. In quel periodo Brolin si allenava con gli svedesi dell'Hammarby. Il 10 gennaio 1998 lo svedese esordisce contro l'Everton (3-1) e sei giorni dopo firma un contratto fino al termine della stagione. Brolin s'impone a Londra come attaccante e a seguito dell'esonero di Coppell, il presidente Mark Goldberg decide di affidare il club all'italiano Attilio Lombardo: nonostante Brolin dovesse divenire l'allenatore in seconda di Lombardo, Goldberg gli impone il ruolo di interprete, per il fatto che Brolin conosce bene e parla fluentemente sia l'inglese sia l'italiano. A seguito della retrocessione in seconda divisione, il 14 maggio 1998 il Crystal Palace svincola Brolin.
Il 29 agosto 1998 disputa la sua ultima partita ufficiale da calciatore, giocata per l'eccezione nel ruolo di portiere dell'Hudiksvalls ABK, squadra della sua città natale che all'epoca militava nella terza serie nazionale. Nello specifico, Brolin subentra negli ultimi 15 minuti della sfida vinta 6-2 contro il Kiruna FF, chiudendo la partita senza subire reti.

#### Nazionale

Brolin in azione per la Svezia al.

In nazionale disputò in totale 47 partite e segnò 26 gol. Fu presente al Campionato mondiale del 1990 e a quello del 1994, nonché al Campionato europeo del 1992, in cui realizzò 3 reti, lasciando la scena internazionale nel 1995. Nel 1994, con la Nazionale del suo paese, in cui aveva esordito nel 1990, disputò i Mondiali statunitensi e raggiunse la terza piazza battendo nella finale per il terzo e quarto posto la Bulgaria per 4-0. Da ricordare il gol del parziale 1-0 in Svezia-Romania (2-2), sfida dei quarti di finale vinta ai calci di rigore: al 78', Stefan Schwarz finta di calciare una punizione e lascia la conclusione a Kennet Andersson che invece di tirare passa la sfera a Brolin, scattato da dietro la barriera, che batte il portiere avversario con un tiro da distanza ravvicinata, rivelando in seguito che ha imparato lo schema giocando al Parma.

### Dopo il ritiro
Ritornato in patria, diviene un uomo d'affari, gestendo per un certo periodo di tempo un ristorante italo-svedese chiamato "Undici". Il locale è multato più volte perché fa bere i minorenni. Inoltre ha investito denaro nel settore immobiliare e in un nuovo tipo di boccaglio per aspirapolvere. Nel 2001 la fidanzata dà alla luce il primo figlio di Brolin, Sebastian, divenuto anch'egli calciatore professionista in Svezia. Dal 2006 è un professionista di poker sportivo Texas Hold' em.

## Statistiche

### Cronologia presenze e reti in nazionale
| Cronologia completa delle presenze e delle reti in nazionale ― Svezia | Cronologia completa delle presenze e delle reti in nazionale ― Svezia | Cronologia completa delle presenze e delle reti in nazionale ― Svezia | Cronologia completa delle presenze e delle reti in nazionale ― Svezia | Cronologia completa delle presenze e delle reti in nazionale ― Svezia | Cronologia completa delle presenze e delle reti in nazionale ― Svezia | Cronologia completa delle presenze e delle reti in nazionale ― Svezia | Cronologia completa delle presenze e delle reti in nazionale ― Svezia |
| Data                                                                  | Città                                                                 | In casa                                                               | Risultato                                                             | Ospiti                                                                | Competizione                                                          | Reti                                                                  | Note                                                                  |
| --------------------------------------------------------------------- | --------------------------------------------------------------------- | --------------------------------------------------------------------- | --------------------------------------------------------------------- | --------------------------------------------------------------------- | --------------------------------------------------------------------- | --------------------------------------------------------------------- | --------------------------------------------------------------------- |
| 25-4-1990                                                             | Stoccolma                                                             | Svezia                                                                | 4 – 2                                                                 | Galles                                                                | Amichevole                                                            | 2                                                                     |                                                                       |
| 27-5-1990                                                             | Stoccolma                                                             | Svezia                                                                | 6 – 0                                                                 | Finlandia                                                             | Amichevole                                                            | 2                                                                     | 67’                                                                   |
| 10-6-1990                                                             | Torino                                                                | Brasile                                                               | 2 – 1                                                                 | Svezia                                                                | Mondiali 1990 - 1º turno                                              | 1                                                                     |                                                                       |
| 16-6-1990                                                             | Genova                                                                | Svezia                                                                | 1 – 2                                                                 | Scozia                                                                | Mondiali 1990 - 1º turno                                              | -                                                                     |                                                                       |
| 20-6-1990                                                             | Genova                                                                | Svezia                                                                | 1 – 2                                                                 | Costa Rica                                                            | Mondiali 1990 - 1º turno                                              | -                                                                     | 34’                                                                   |
| 22-8-1990                                                             | Oslo                                                                  | Norvegia                                                              | 1 – 2                                                                 | Svezia                                                                | Amichevole                                                            | -                                                                     | 85’                                                                   |
| 10-10-1990                                                            | Stoccolma                                                             | Svezia                                                                | 1 – 3                                                                 | Germania                                                              | Amichevole                                                            | -                                                                     |                                                                       |
| 17-4-1991                                                             | Atene                                                                 | Grecia                                                                | 2 – 2                                                                 | Svezia                                                                | Amichevole                                                            | -                                                                     | 86’                                                                   |
| 5-6-1991                                                              | Stoccolma                                                             | Svezia                                                                | 2 – 2                                                                 | Colombia                                                              | Amichevole                                                            | 1                                                                     |                                                                       |
| 13-6-1991                                                             | Göteborg                                                              | Svezia                                                                | 2 – 3 dts                                                             | Unione Sovietica                                                      | Torneo Scania 100 - Semifinale                                        | 2                                                                     |                                                                       |
| 15-6-1991                                                             | Malmö                                                                 | Svezia                                                                | 4 – 0                                                                 | Danimarca                                                             | Torneo Scania 100 - Finale 3º-4º posto                                | 1                                                                     |                                                                       |
| 8-8-1991                                                              | Oslo                                                                  | Norvegia                                                              | 1 – 2                                                                 | Svezia                                                                | Amichevole                                                            | 1                                                                     | 84’                                                                   |
| 4-9-1991                                                              | Solna                                                                 | Svezia                                                                | 4 – 3                                                                 | Jugoslavia                                                            | Amichevole                                                            | -                                                                     |                                                                       |
| 9-10-1991                                                             | Lucerna                                                               | Svizzera                                                              | 3 – 1                                                                 | Svezia                                                                | Amichevole                                                            | -                                                                     |                                                                       |
| 22-4-1992                                                             | Tunisi                                                                | Tunisia                                                               | 0 – 1                                                                 | Svezia                                                                | Amichevole                                                            | -                                                                     |                                                                       |
| 27-5-1992                                                             | Stoccolma                                                             | Svezia                                                                | 2 – 1                                                                 | Ungheria                                                              | Amichevole                                                            | -                                                                     |                                                                       |
| 10-6-1992                                                             | Solna                                                                 | Svezia                                                                | 1 – 1                                                                 | Francia                                                               | Euro 1992 - 1º turno                                                  | -                                                                     |                                                                       |
| 14-6-1992                                                             | Solna                                                                 | Svezia                                                                | 1 – 0                                                                 | Danimarca                                                             | Euro 1992 - 1º turno                                                  | 1                                                                     |                                                                       |
| 17-6-1992                                                             | Solna                                                                 | Svezia                                                                | 2 – 1                                                                 | Inghilterra                                                           | Euro 1992 - 1º turno                                                  | 1                                                                     |                                                                       |
| 21-6-1992                                                             | Solna                                                                 | Germania                                                              | 3 – 2                                                                 | Svezia                                                                | Euro 1992 - Semifinale                                                | 1                                                                     |                                                                       |
| 11-11-1992                                                            | Ramat Gan                                                             | Israele                                                               | 1 – 3                                                                 | Svezia                                                                | Qual. Mondiali 1994                                                   | -                                                                     | 87’                                                                   |
| 15-4-1993                                                             | Budapest                                                              | Ungheria                                                              | 0 – 2                                                                 | Svezia                                                                | Amichevole                                                            | -                                                                     | 46’                                                                   |
| 28-4-1993                                                             | Parigi                                                                | Francia                                                               | 2 – 1                                                                 | Svezia                                                                | Qual. Mondiali 1994                                                   | -                                                                     |                                                                       |
| 19-5-1993                                                             | Stoccolma                                                             | Svezia                                                                | 1 – 0                                                                 | Austria                                                               | Qual. Mondiali 1994                                                   | -                                                                     |                                                                       |
| 2-6-1993                                                              | Stoccolma                                                             | Svezia                                                                | 5 – 0                                                                 | Israele                                                               | Qual. Mondiali 1994                                                   | 3                                                                     |                                                                       |
| 22-8-1993                                                             | Solna                                                                 | Svezia                                                                | 1 – 1                                                                 | Francia                                                               | Qual. Mondiali 1994                                                   | -                                                                     |                                                                       |
| 8-9-1993                                                              | Sofia                                                                 | Bulgaria                                                              | 1 – 1                                                                 | Svezia                                                                | Qual. Mondiali 1994                                                   | -                                                                     | 80’                                                                   |
| 20-4-1994                                                             | Wrexham                                                               | Galles                                                                | 0 – 2                                                                 | Svezia                                                                | Amichevole                                                            | 1                                                                     | Ammonizione                                                           |
| 26-5-1994                                                             | Copenaghen                                                            | Danimarca                                                             | 1 – 0                                                                 | Svezia                                                                | Amichevole                                                            | -                                                                     |                                                                       |
| 5-6-1994                                                              | Solna                                                                 | Svezia                                                                | 2 – 0                                                                 | Norvegia                                                              | Amichevole                                                            | 2                                                                     |                                                                       |
| 12-6-1994                                                             | Mission Viejo                                                         | Romania                                                               | 1 – 1                                                                 | Svezia                                                                | Amichevole                                                            | -                                                                     |                                                                       |
| 19-6-1994                                                             | Pasadena                                                              | Camerun                                                               | 2 – 2                                                                 | Svezia                                                                | Mondiali 1994 - 1º turno                                              | -                                                                     |                                                                       |
| 24-6-1994                                                             | Detroit                                                               | Svezia                                                                | 3 – 1                                                                 | Russia                                                                | Mondiali 1994 - 1º turno                                              | 1                                                                     |                                                                       |
| 28-6-1994                                                             | Detroit                                                               | Brasile                                                               | 1 – 1                                                                 | Svezia                                                                | Mondiali 1994 - 1º turno                                              | -                                                                     |                                                                       |
| 3-7-1994                                                              | Dallas                                                                | Arabia Saudita                                                        | 1 – 3                                                                 | Svezia                                                                | Mondiali 1994 - Ottavi di finale                                      | -                                                                     |                                                                       |
| 10-7-1994                                                             | Palo Alto                                                             | Romania                                                               | 2 – 2 dts (4 – 5 dtr)                                                 | Svezia                                                                | Mondiali 1994 - Quarti di finale                                      | 1                                                                     |                                                                       |
| 13-7-1994                                                             | Pasadena                                                              | Svezia                                                                | 0 – 1                                                                 | Brasile                                                               | Mondiali 1994 - Semifinale                                            | -                                                                     | 86’                                                                   |
| 16-7-1994                                                             | Pasadena                                                              | Svezia                                                                | 4 – 0                                                                 | Bulgaria                                                              | Mondiali 1994 - Finale 3º posto                                       | 1                                                                     |                                                                       |
| 17-8-1994                                                             | Stoccolma                                                             | Svezia                                                                | 4 – 2                                                                 | Lituania                                                              | Amichevole                                                            | 2                                                                     |                                                                       |
| 7-9-1994                                                              | Reykjavík                                                             | Islanda                                                               | 0 – 1                                                                 | Svezia                                                                | Qual. Euro 1996                                                       | -                                                                     | 14’                                                                   |
| 12-10-1994                                                            | Berna                                                                 | Svizzera                                                              | 4 – 2                                                                 | Svezia                                                                | Qual. Euro 1996                                                       | -                                                                     |                                                                       |
| 16-11-1994                                                            | Stoccolma                                                             | Svezia                                                                | 2 – 0                                                                 | Ungheria                                                              | Qual. Euro 1996                                                       | 1                                                                     | 73’                                                                   |
| 1-6-1995                                                              | Malmö                                                                 | Svezia                                                                | 1 – 1                                                                 | Islanda                                                               | Qual. Euro 1996                                                       | 1                                                                     |                                                                       |
| 16-8-1995                                                             | Norrköping                                                            | Svezia                                                                | 1 – 0                                                                 | Stati Uniti                                                           | Amichevole                                                            | 1                                                                     |                                                                       |
| 6-9-1995                                                              | Göteborg                                                              | Svezia                                                                | 0 – 0                                                                 | Svizzera                                                              | Qual. Euro 1996                                                       | -                                                                     |                                                                       |
| 11-10-1995                                                            | Solna                                                                 | Svezia                                                                | 2 – 0                                                                 | Scozia                                                                | Amichevole                                                            | -                                                                     |                                                                       |
| 15-11-1995                                                            | Solna                                                                 | Svezia                                                                | 2 – 2                                                                 | Turchia                                                               | Qual. Euro 1996                                                       | -                                                                     | 70’                                                                   |
| Totale                                                                |                                                                       | Presenze                                                              | 47                                                                    |                                                                       | Reti                                                                  | 26                                                                    |                                                                       |

| Cronologia completa delle presenze e delle reti in nazionale ― Svezia olimpica | Cronologia completa delle presenze e delle reti in nazionale ― Svezia olimpica | Cronologia completa delle presenze e delle reti in nazionale ― Svezia olimpica | Cronologia completa delle presenze e delle reti in nazionale ― Svezia olimpica | Cronologia completa delle presenze e delle reti in nazionale ― Svezia olimpica | Cronologia completa delle presenze e delle reti in nazionale ― Svezia olimpica | Cronologia completa delle presenze e delle reti in nazionale ― Svezia olimpica | Cronologia completa delle presenze e delle reti in nazionale ― Svezia olimpica |
| Data                                                                           | Città                                                                          | In casa                                                                        | Risultato                                                                      | Ospiti                                                                         | Competizione                                                                   | Reti                                                                           | Note                                                                           |
| ------------------------------------------------------------------------------ | ------------------------------------------------------------------------------ | ------------------------------------------------------------------------------ | ------------------------------------------------------------------------------ | ------------------------------------------------------------------------------ | ------------------------------------------------------------------------------ | ------------------------------------------------------------------------------ | ------------------------------------------------------------------------------ |
| 26-7-1992                                                                      | Barcellona                                                                     | Svezia olimpica                                                                | 0 – 0                                                                          | Paraguay olimpica                                                              | Olimpiadi 1992 - 1º turno                                                      | -                                                                              |                                                                                |
| 28-7-1992                                                                      | Sabadell                                                                       | Svezia olimpica                                                                | 4 – 0                                                                          | Marocco olimpica                                                               | Olimpiadi 1992 - 1º turno                                                      | 2                                                                              |                                                                                |
| 30-7-1992                                                                      | Barcellona                                                                     | Svezia olimpica                                                                | 1 – 1                                                                          | Corea del Sud olimpica                                                         | Olimpiadi 1992 - 1º turno                                                      | -                                                                              |                                                                                |
| 2-8-1992                                                                       | Barcellona                                                                     | Svezia olimpica                                                                | 1 – 2                                                                          | Australia olimpica                                                             | Olimpiadi 1992 - Quarti di finale                                              | -                                                                              | 30’                                                                            |
| Totale                                                                         |                                                                                | Presenze                                                                       | 4                                                                              |                                                                                | Reti                                                                           | 2                                                                              |                                                                                |

## Palmarès

### Club

#### Competizioni nazionali
- Coppa Italia: 1

Parma: 1991-1992

#### Competizioni internazionali
- Coppa delle Coppe: 1

Parma: 1992-1993
- Supercoppa UEFA: 1

Parma: 1993
- Coppa UEFA: 1

Parma: 1994-1995

### Individuale
- Calciatore svedese dell'anno: 2

1990, 1994
- Capocannoniere del Campionato europeo di calcio

Svezia 1992 (3 gol)